# Ліна Медіна
Ліна Ванесса Медіна (ісп. Lina Vanessa Medina, 23 або 27 вересня 1933 року, Тикрапо, Уанкавеліка Перу — іспанська стенографістка, наймолодша породілля в медичній історії, яка народила здорового сина у віці 5 років, 7 місяців і 17 днів. Її ґвалтівник не встановлений.
Існує деяке протиріччя з місцем і точною датою народження Ліни Медіни. Як місце народження називається Антаканча або Пауранга або Тикрапо, разом з тим всі ці міста розташовані в регіоні Уанкавеліка. Дата народження також достовірно невідома, називається і 23 вересня і 27 вересня 1933 року.

## Народження дитини
У п'ятирічної Ліни помітно виріс живіт. Серед сусідів поширилися забобонні плітки, буцімто у дівчинки всередині живе змія. Звинувачували Апу, духа Анд. Тоді, у другій половині квітня 1939 року, батьки відвели Ліну до сільських знахарів-шаманів. Ті вирішили, що це пухлина, і порадили відвезти дитину до найближчого міста, Піско. Там лікарі виявили, що вона була на сьомому місяці вагітності.
Лікар Херардо Лосада відвіз її в столицю Перу до пологів, щоб інші фахівці підтвердили, що дівчинка була дійсно вагітна.
Півтора місяці потому, 14 травня 1939 року, Медіна народила хлопчика кесаревим розтином, необхідним через її нерозвинений таз. Операція була виконана доктором Лосадою і доктором Буссаллеу, доктор Коларета забезпечував анестезію. Звіт про цей випадок був опублікований в La Presse Médicale та супроводжувався анамнезом, у яком було викладено, що менархе у Медіни настало у 2 роки і 8 місяців, до 4 років у неї були досить розвинені молочні залози, а в 5 років вже зазначалося характерне розширення тазових кісток.
Її син важив 2,7 кг при народженні і був названий на честь її лікаря Херардо. Його виховували дідусь та бабуся як власного молодшого, десятого, сина. Ліну він вважав своєю старшою сестрою; у 10 років хлопчик довідався, що насправді вона його матір. Херардо ріс здоровим, але помер у 1979 році у віці 40 років від хвороби кісткового мозку.
Не було задокументовано, як завагітніла Ліна Медіна. Вона ніколи не називала ні батька дитини, ні обставин зачаття. Її батька заарештували за підозрою в зґвалтуванні, але відпустили через відсутність доказів. В одній зі статей вказувалося, що у перуанських індіанців (особливо в селах, на зразок того, де росла Ліна), як і раніше, були поширені масові свята, що зазвичай закінчувалися жорсткими оргіями; вважалося, що Ліну якимось чином могли залучити до «святкування», але, оскільки Медіна жодних коментарів щодо цього не давала, це залишається припущенням. Від інтерв'ю, запропонованого агентством Рейтеру 2002 році, «наймолодша мати в історії» відмовилася.
Ліна Медіна пізніше одружилася з Раулем Хурадо, народила другого сина в 1972 році. Вони живуть в бідному районі Ліми, відомому як Chicago Chico («Маленький Чикаго»).
Існують дві опубліковані фотографії, що документують цей випадок в історії медицини. Одне фото дуже поганої якості, зроблене на початку квітня 1939, коли Медіна була на 7,5 місяці вагітності. Ця фотографія має істотну цінність, тому що доводить вагітність Медіни, як і ступінь її фізіологічного розвитку. Однак цей знімок не дуже широко відомий поза межами медичних кіл. Інша фотографія набагато чіткіша, зроблена рік потому в Лімі, коли Херардо було 11 місяців.

## Наймолодші матері
- 6-річну Лізу Пантуєву з Харкова часів СРСР зґвалтував власний дідусь, колишній моряк далекого плавання. Дитина померла при пологах.[4]
- 9-річна Ільда Трухільйо народила 2,7-кілограмову дівчинку в госпіталі Ліми в грудні 1957 року.
- 9-річна Амайя народила сина кесаревим розтином в госпіталі Руанди в грудні 2005-го.

Найстаршою матір'ю у світі стала 70-річна мешканка індійського міста Музаффарнагар Омкарі Панвар, яка в липні 2008 року народила двійню.